# Rabča
Rabča este o comună slovacă, aflată în districtul Námestovo din regiunea Žilina. Localitatea se află la altitudinea de 642 m deasupra n.m., se întinde pe o suprafață de 25,16 km2 și în 2017 număra 5.006 locuitori. Se învecinează cu comuna Oravská Polhora.

## Istoric
Localitatea Rabča este atestată documentar din 1550.

## Demografie
| An:                | 1994 | 2004    | 2014    | 2024    |
| ------------------ | ---- | ------- | ------- | ------- |
| Număr de persoane: | 3848 | 4360    | 4857    | 5402    |
| Diferență:         |      | +13,30% | +11,39% | +11,22% |

| An:                | 2023 | 2024   |
| ------------------ | ---- | ------ |
| Număr de persoane: | 5336 | 5402   |
| Diferență:         |      | +1,23% |